# السوريون في السعودية
السوريون في السعودية هم المواطنون السوريون الذي يعيشون في المملكة العربية السعودية 449 ألف سوري في عام 2023 حسب الهيئة العامة للاحصاء في السعودية عام 2021 كان هناك 700 ألف سوري مقيم، وذلك حسب تصريح ممثل المفوضية السامية للأمم المتحدة لشؤون اللاجئين لدى دول مجلس التعاون الخليجي. وكانت قد استقبلت 2.5 مليون مواطن سوري منذ بدء الأزمة في بلادهم. يتنوعون ما بين مقيمين وحاملين لتأشيرة الزيارة العائلية. والمملكة العربية السعودية لا تعتبر السوريين لاجئين. يحصلون على حرية الوصول إلى التعليم والرعاية الصحية، ويسمح لهم بتولي وظائف.

## أبرز الشخصيات
- أكرم عجة، رجل أعمال وهو والد الملياردير منصور عجة وأخوه كريم عجة
- سميحة أحمد، والدة الملياردير عدنان خاجقشي والكاتبة سميرة خاشقجي التي كانت والدة دودي الفايد عشيق ديانا أميرة ويلز[7] وهي أيضا جدة جمال خاشقجي.
- وفيق رضا سعيد رجل أعمال وملياردير
- غيث فرعون، رجل أعمال ومؤسس شركة Attock Group و Attock Cement
- الأميرة جميلة مرعي كانت الزوجة السابعة للملك سعود، وهي والدة الأمير خالد والأمير عبد المجيد والأمير عبد الملك والأميرة بسمة بالأضافة إلى الأميرة فهدة[8][9]
- سداد إبراهيم خبير في صناعة النفط والغاز[10]
- نادية عوني سقطي، طبيبة أطفال مكتشفة لمرضين.
- يوسف ياسين مستشار كان من بين مستشاري الملك عبد العزيز الذين تم توظيفهم لتحسين عملية صنع القرار في الدولة.[11]
- مدحت شيخ الأرض، طبيب الملك عبد العزيز الخاص وممثل المملكة لدى الأمم المتحدة حتى عام 1990
- رشاد بن محمود فرعون، طبيب ومستشار لدى الملك عبد العزيز
- علي الطنطاوي، من كبار أعلام الدعوة الإسلامية والأدب العربي في القرن العشرين
- معروف الدواليبي، سياسي سوري ومستشار في الديوان الملكي
- حسان شمسي باشا، استشاري أمراض القلب في مستشفى الملك فهد للقوات المسلحة بجدة وزميل الكليات الملكية للأطباء في أيرلندا وغلاسجو ولندن وزميل الكلية الأمريكية لأطباء القلب
- محمد لطفي الصباغ، أستاذ علوم القرآن والحديث بكلية التربية بجامعة الملك سعود
- محمد علي الصابوني، عالم دين مختص بتفسير القرآن الكريم
- أيمن سويد، عالم بالقراءات العشر
- محمد ضياء الدين الصابوني الملقب بشاعر طيبة
- محمد القس، ممثل
- عمر السومة، لاعب كرة قدم لدى النادي الأهلي
- جهاد الحسين، لاعب كرة قدم لدى نادي التعاون
- عثمان طه خطاط المصحف الشريف